# Vandea
La Vendée (85) es un departamento francés situado en el oeste del país, en la región de Países del Loira. Sus habitantes son vandeanos y vandeanas (en francés, vendéens y vendéennes).
Debe su nombre al río Vendée, que atraviesa su territorio. Su prefectura, o capital del departamento, es La Roche-sur-Yon.

## Geografía
Tiene una superficie de 6720 km². Limita al norte con los departamentos de Loira Atlántico y Maine y Loira, al este con Deux-Sèvres, al sur con Charente Marítimo, y al oeste con el océano Atlántico.
El litoral vandeano está formado mayoritariamente por largas playas de arena, con algunas zonas rocosas como en Saint-Gilles-Croix-de-Vie, y áreas pantanosas en la bahía de Bourgneuf al norte y la bahía del Aiguillon en el sur. Tiene dos islas habitadas:
- la isla de Noirmoutier a la que se accede por un puente desde 1971. Tiene una superficie de 49 km² y consta de 4 municipios. Aparte de ser un reputado destino vacacional, es conocida por sus amplias salinas que comercializan una sal natural de alta calidad, preservando métodos tradicionales de recolección.
- la isla de Yeu tiene 23,32 km² y constituye un municipio único. Está más alejada de la costa y el acceso se hace por barco, helicóptero o avioneta.

El bocage cubre la mayor parte de la Vendée y corresponde a la extensión meridional del macizo Armoricano. Su punto culminante no supera los 290 metros. Es un paisaje de colinas cubiertas de prados y campos de poca superficie delimitados por setos. El bocage se dedica a la crianza de ganado vacuno.
La marisma poitevina y la marisma bretona-vandeana son antiguas marismas que, después de haber sido bahías oceánicas, se fueron rellenando de tierras aluviales desde la Edad Media. Constituyen, junto con el bocage, el paisaje más típico del departamento. En parte desecadas desde el siglo XVII, ofrecen una gran variedad de ecosistemas, desde las marismas salineras en el extremo noroeste del departamento, hasta las verdes praderas y sotobosques recorridos por los canales de la marisma poitevina en el sur, que le valen el sobrenombre de «Venecia Verde».
La llanura de Luçon y Fontenay-le-Comte, al norte del Marais Poitevin, es una amplia zona dedicada al cultivo extensivo de cereales.
Los principales ríos de la Vendée son Vie, Lay, Vendée, Boulogne Boulogne, Sèvre nantaise y Sèvre niortaise.

## Demografía
La densidad media de población en el departamento es de 90 habitantes/km².
| 1801    | 1831    | 1841    | 1851    | 1856    | 1861    | 1866    |
| ------- | ------- | ------- | ------- | ------- | ------- | ------- |
| 243 426 | 330 350 | 356 453 | 383 734 | 389 683 | 395 695 | 404 473 |
| 1872    | 1876    | 1881    | 1886    | 1891    | 1896    | 1901    |
| 401 446 | 411 781 | 421 642 | 434 808 | 442 355 | 441 735 | 441 311 |
| 1906    | 1911    | 1921    | 1926    | 1931    | 1936    | 1946    |
| 442 777 | 438 520 | 397 292 | 395 602 | 390 396 | 389 211 | 393 787 |
| 1954    | 1962    | 1968    | 1975    | 1982    | 1990    | 1999    |
| 395 641 | 408 928 | 421 250 | 450 641 | 483 027 | 509 356 | 539 664 |
| 2006    | 2009    | 2016    |         |         |         |         |
| 597 185 | 616 707 | 670 597 |         |         |         |         |

Las principales ciudades del departamento son (según datos del censo del 1 de enero de 2006):
- La Roche-sur-Yon: 54 116 habitantes, la aglomeración se compone únicamente de esta comuna.
- Les Sables-d'Olonne: 15 596 habitantes, 38 500 en la aglomeración (Sables-d'Olonne, Olonne-sur-Mer y Château-d'Olonne).
- Challans: 18 349 habitantes, la aglomeración se compone de únicamente de esta comuna.
- Fontenay-le-Comte: 14 354 habitantes.

## Historia
El territorio de la Vendée probablemente estuvo ocupado por el pueblo galo de los ambilatres o ambiliates desde la Antigüedad. César Augusto lo unió al territorio de los pictones hacia 16 a. C.

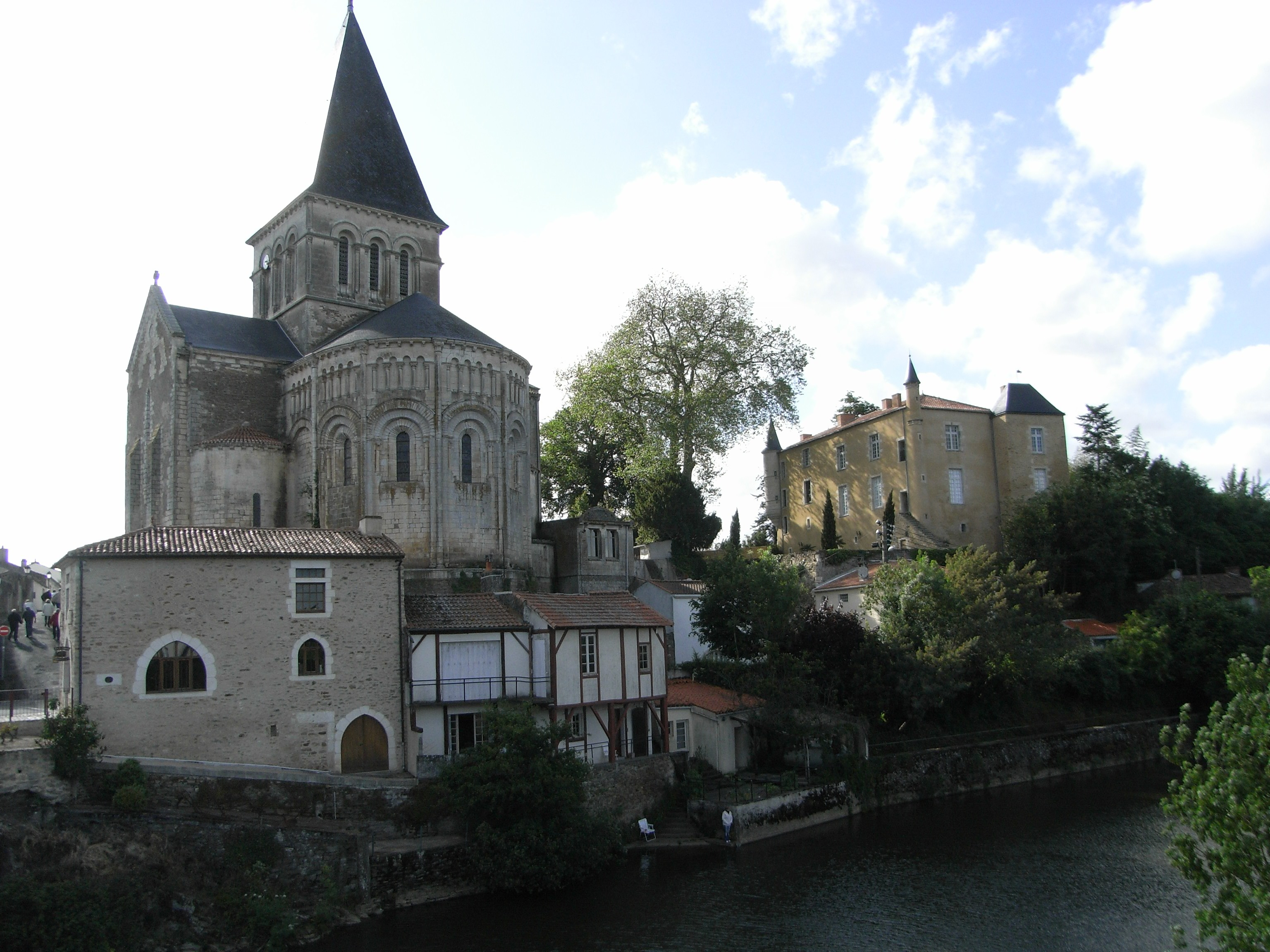
Castillo e iglesia de Mareuil-sur-Lay.

Hasta la Revolución francesa, los límites de la Vendée coincidía con la región de Bajo Poitou (Bas-Poitou), la parte occidental de la antigua provincia de Poitou. En la Edad Media, conformaba la parte septentrional de la provincia de Aquitania, dado que los condes de Poitou eran también duques de Aquitania. A consecuencia del matrimonio de Leonor de Aquitania, heredera de los condes de Poitou, con Enrique II de Inglaterra, el Bajo-Poitou fue territorio inglés durante un siglo, de 1157 a 1258. Como tal, la región sufrirá los combates librados entre Francia e Inglaterra durante la guerra de los Cien Años, pero conocerá un siglo de prosperidad nada más iniciarse el Renacimiento. Fontenay-le-Comte, su capital administrativa, se convirtió entonces en uno de los centros de la vida intelectual, científica y artística del territorio francés.
El Renacimiento, en el Bajo-Poitou como en el resto de Francia, coincidió con la expansión de la Reforma. La región fue por lo tanto uno de los escenarios de las guerras de religión de los siglos XVI y XVII, debido a una fuerte presencia de hugonotes (protestantes) en la mitad este y en el sur de la región. La represión ejercida a raíz de la promulgación del Edicto de Fontainebleau en 1685 obligó a parte de la población a convertirse al catolicismo o a exiliarse.
El departamento de La Vendée fue creado, como casi todos los departamentos franceses, durante la Revolución francesa, el 4 de marzo de 1790, y la capital se fijó en Fontenay-le-Comte. En 1793, empezó la guerra de la Vandea, una rebelión armada de los vandeanos contra la Revolución francesa, que se desarrolló en varias etapas entre 1793 y 1796. Apoyados por la nobleza en el exilio y el Conde de Artois, hermano de Luis XVI, levantaron un ejército que extendió la guerra por buena parte del oeste de Francia. La rebelión inicial pronto desencadenó una guerra civil que fue brutalmente reprimida tras su derrota. El amargo recuerdo de los excesos cometidos por las «columnas incendiarias» del general Turreau en 1794 marcó profundamente el carácter vandeano.
Napoleón Bonaparte, decidido a pacificar una región de la que desconfiaba, eximió a sus habitantes del servicio militar y multiplicó las subvenciones para reconstruir la región. Trasladó la capital de la Vandea a La Roche-sur-Yon, que en aquella época tomó el nombre de Napoléon-sur-Yon. La Roche-sur-Yon es la única ciudad fundada por Napoleón, quien decidió su fundación por decreto el 25 de mayo de 1804. Encargó a los arquitectos Cormier y Valot que diseñaran una ciudad moderna con calles rectas dispuestas en ángulo recto alrededor de una amplia plaza mayor, pero definió también su vocación militar dotándola de varios cuarteles para el ejército.

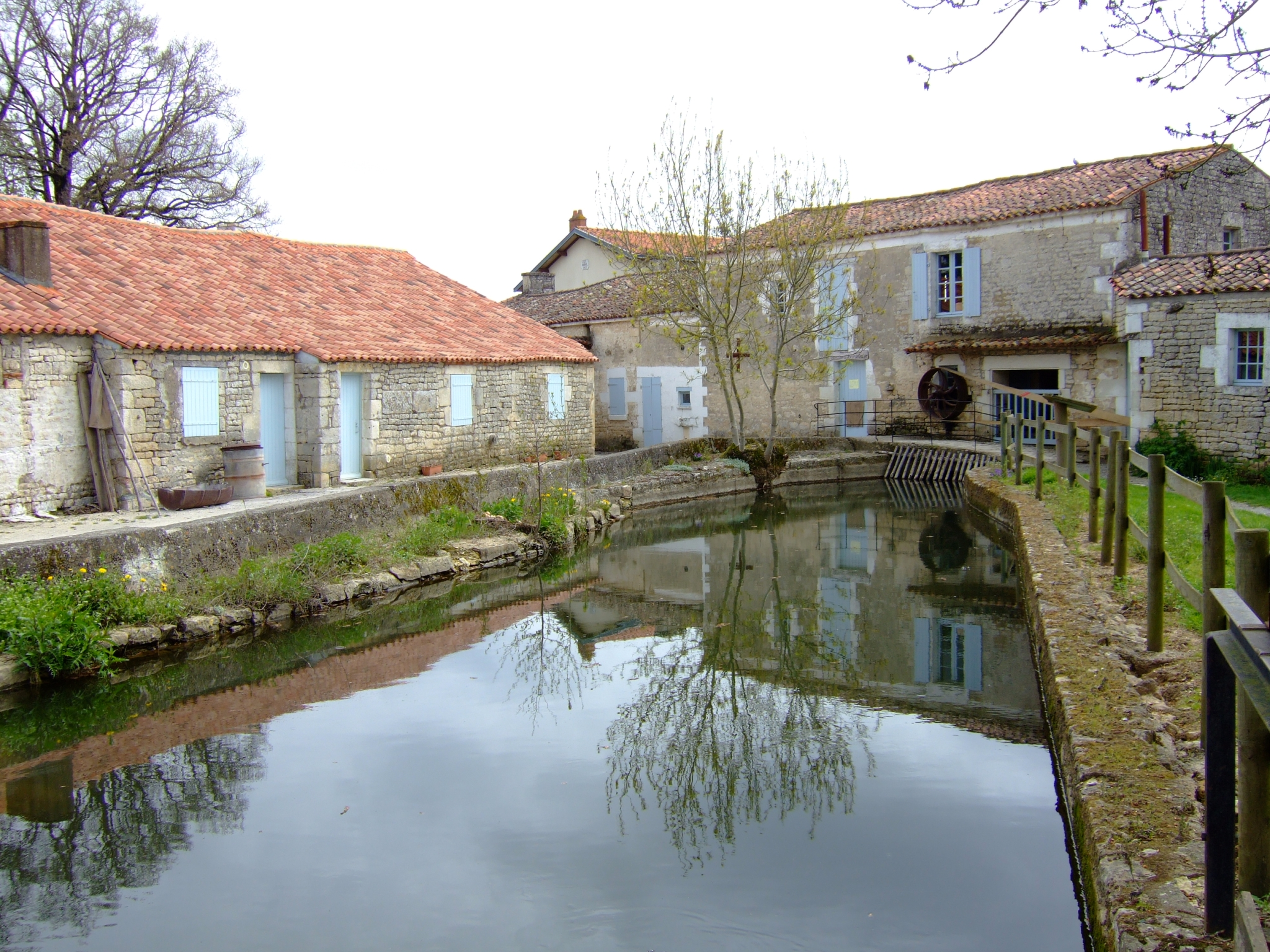
Antiguo molino de agua restaurado en Nieul sur l'Autize.

Después de la firma del concordato entre el Estado francés y el papa Pío VII en 1801, unos miles de vandeanos se escindieron de la Iglesia católica y formaron la llamada Iglesia pequeña, que contaba con 20 000 adeptos en 1820.
Durante el siglo XIX, se confirmó el carácter profundamente rural de la Vendée. Con la aparición de las primeras fábricas industriales, el movimiento republicano y los primeros sindicatos aparecieron en torno a los años 1880, sobre todo en la mitad sur del departamento.
Durante la Primera Guerra Mundial, varios batallones de vandeanos destacaron en la guerra de las trincheras, en particular en la batalla de Verdún. En la Segunda Guerra Mundial, la franja costera de la Vendée será una zona militar bajo administración directa del ejército del Tercer Reich, integrada dentro del llamado Muro atlántico. El departamento acogió a cerca de 300 000 refugiados de la región de las Ardenas, que huían de la invasión nazi. Los movimientos de resistencia fueron escasos (se contabilizaron dos grupos combatientes reducidos), en parte debido a la situación difícil creada por la ocupación alemana, y por otro lado debido a la tradición ultraconservadora del departamento.
La Vendée solía ser una región mayoritariamente conservadora. Pero desde mediados del siglo XX, la modernización de la región, impulsada sobre todo por el auge del turismo, ha ido introduciendo tendencias intelectuales y políticas más diversificadas.

## Turismo

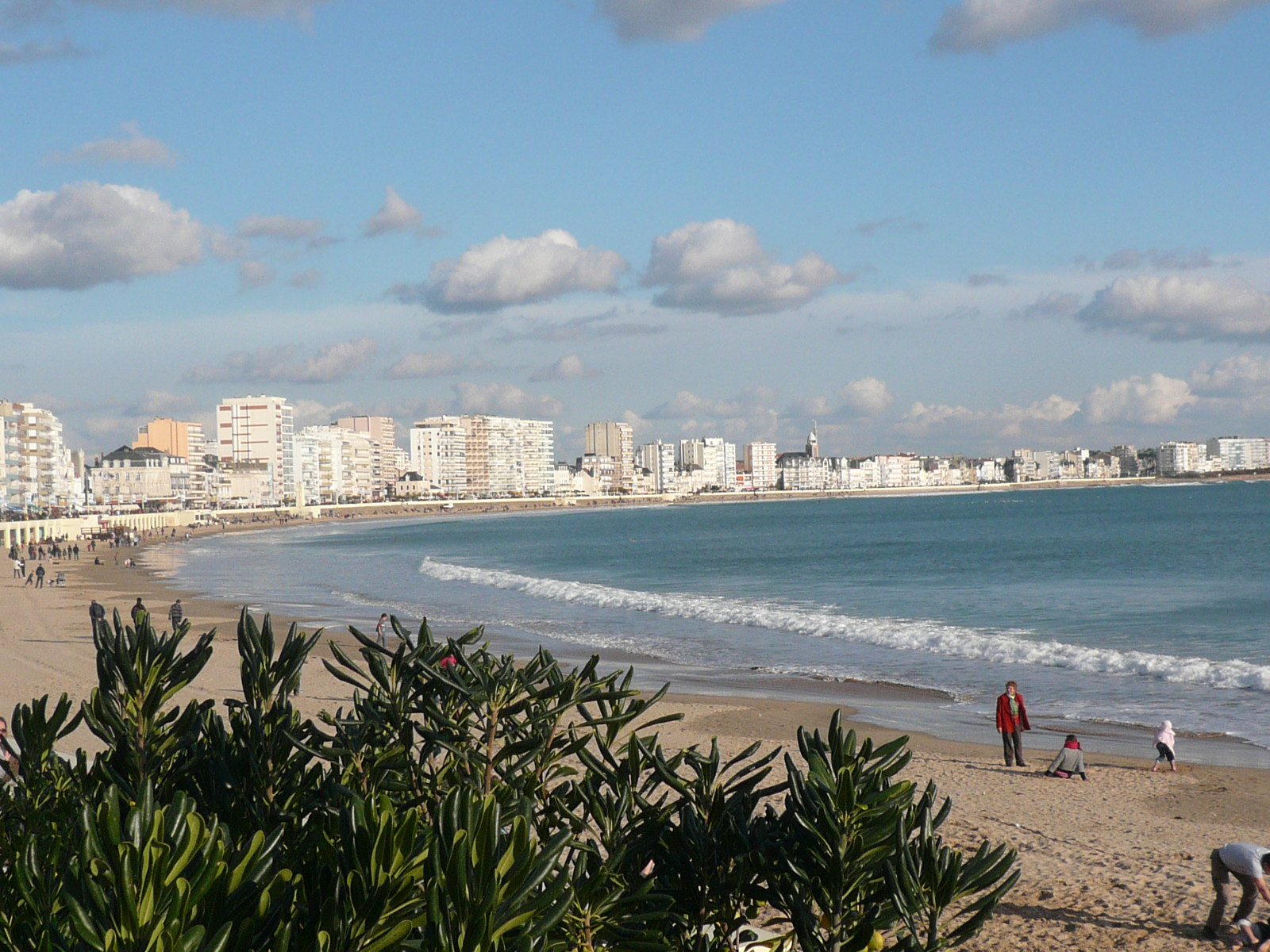
La playa de Les Sables d'Olonne.

La Vendée recibe cerca de tres millones de turistas cada año, lo que la convierte en el primer departamento turístico de la «fachada atlántica» francesa, y en el segundo de Francia, con 2 400 000 visitantes al año. Según el censo del 8 de marzo de 1999, 29,4 % de las viviendas de la Vendée son viviendas de vacaciones. Esta actividad se ha desarrollado principalmente a lo largo de la costa, que dispone de 140 km de playas sobre 250 km de litoral. Poblaciones costeras como Saint-Hilaire-de-Riez, Saint-Jean-de-Monts, Les Sables-d'Olonne o Saint-Gilles-Croix-de-Vie son reputados destinos vacacionales. El turismo se ha extendido a finales del siglo XX al bocage, a la región llamada la «Venecia verde» y a la ciudad de la Roche-sur-Yon. El parque de ocio con temática histórica Le Puy du Fou (en el noreste del departamento) es el cuarto parque temático de Francia por el número de visitantes (1 600 000 en 2012).

## Economía
La población activa de la Vendée contaba con 248 854 personas en 2006, repartidas de la siguiente manera (fuente INSEE):

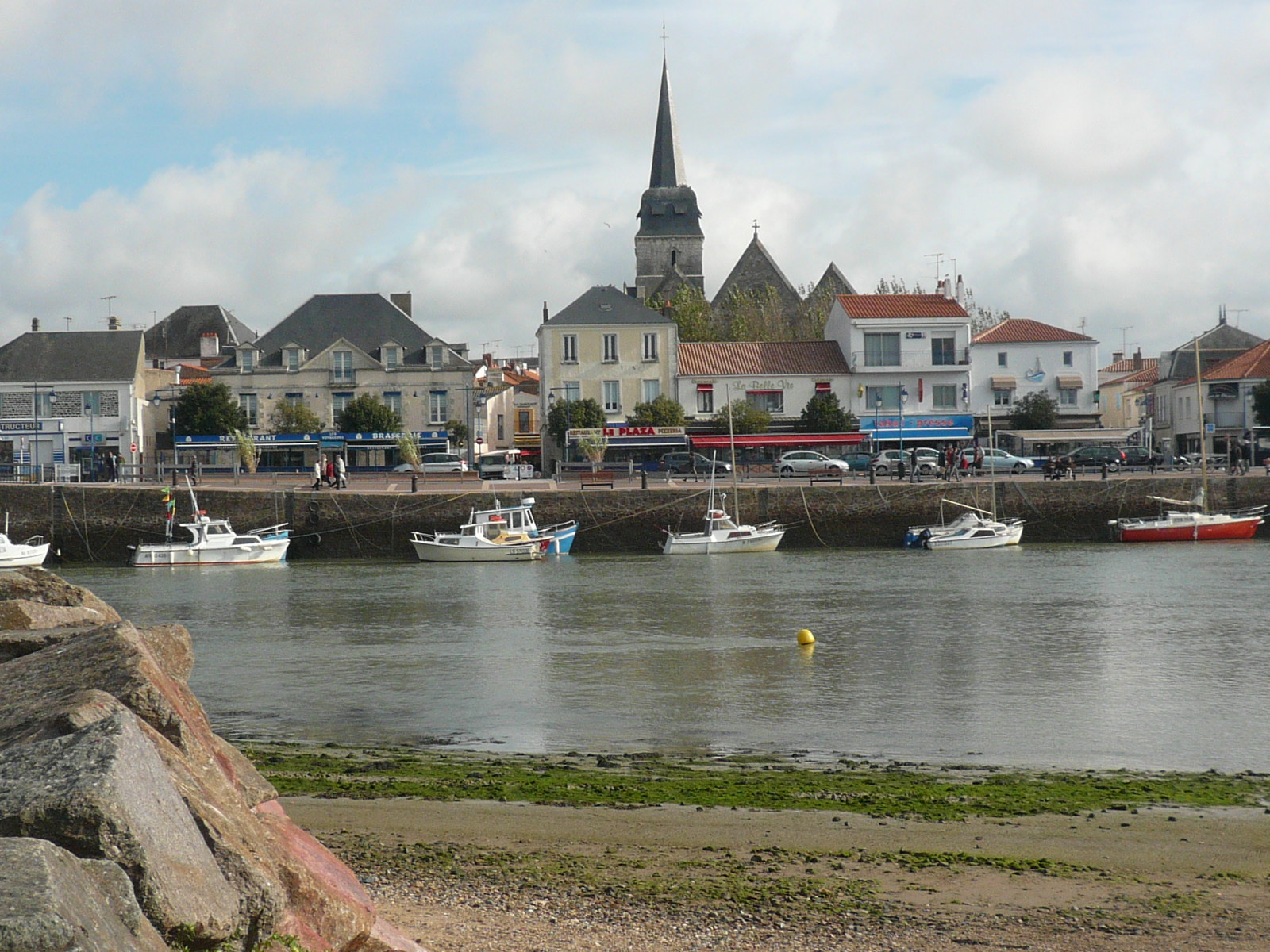
Saint-Gilles-Croix-de-Vie.

- Agricultura, silvicultura y pesca: 16 335
- Industria: 59 291
- Construcción: 22 785
- Servicios: 117 562
- Comercio: 32 881

La tasa de desempleo en 2006 era del 6,1 % (Francia: 8,3 %).
Si el turismo es la primera actividad económica de la Vendée, la agricultura sigue siendo relativamente importante, sobre todo la ganadería y la avicultura. Se han implantado varias empresas agroalimentarias de fuerte proyección a nivel nacional, dedicadas a la charcutería industrial, la bollería y los piensos para el ganado y las mascotas.
La Vendée cuenta con varios puertos pesqueros como Les Sables d'Olonne, que es el 6.º puerto pesquero francés, o Saint-Gilles-Croix-de-Vie, primer puerto de Francia para la pesca de la sardina. Aparte de la pesca en alta mar, la ostricultura y la piscicultura están desempeñando un papel cada vez más relevante.
En la Vendée, tiene su sede (y su origen) la empresa Bénéteau S.A., primer constructor mundial de veleros. El grupo tiene numerosas fábricas repartidas por todo el departamento.
La industria textil y de la moda, que fue una importante fuente de empleo en el siglo XX, ha prácticamente desaparecido en la última década del siglo, desplazada por la fuerte competencia internacional.